# Singles&More
『Singles&More』(シングルス・アンド・モア)はL⇔Rの1枚目のベスト・アルバム。

## 概要
- 初のベスト・アルバム。ポリスター在籍時の楽曲が中心の構成だが、レーベル移籍後にリリースされたシングル『REMEMBER』は収録されている。但し、同じくリリース済であった『HELLO IT'S ME』は未収録となっている。
- その後、1999年に収録曲から『REMEMBER』を除いたベストアルバム『TREASURE COLLECTION』が発売された。

## 収録曲
全編曲:L⇔R&D.O.Y.T.
1. REMEMBER (4:22)
作詞:黒沢健一、作曲:黒沢健一
5thシングル。
2. TUMBLING DOWN (4:15)
作詞:黒沢健一、作曲:黒沢秀樹
3rdシングルの1曲目。
3. RAINDROP TRACES (4:09)
作詞:黒沢健一、作曲:黒沢健一
3rdシングルの2曲目。
4. NOW THAT SUMMER IS HERE (4:34)
作詞:黒沢健一、作曲:黒沢健一
4thシングル。
5. BYE BYE POPICLE (3:39)
作詞:黒沢健一・黒沢秀樹、作曲:黒沢健一・黒沢秀樹
1stシングルの2曲目。
6. LAZY GIRL (3:45)
作詞:黒沢健一、作曲:黒沢健一
1stシングルの1曲目。
7. (I WANNA)BE WITH YOU (4:53)
作詞:黒沢健一、作曲:黒沢健一
2ndシングル。
8. LAUGH SO ROUGH (1:47)
作詞:Brian Peck、作曲:黒沢健一
アルバム「LAUGH + ROUGH」収録曲。
9. HOLD IN'OUT(YOU & ME TOGETHER) (4:15)
作詞:L⇔R、作曲:L⇔R
アルバム「Lefty in the Right」収録曲。
10. YOUNGER THAN YESTERDAY (4:22)
作詞:L⇔R、作曲:黒沢健一
アルバム「LAUGH + ROUGH」収録曲。
11. BABY BACK (4:17)
作詞:L⇔R、作曲:黒沢健一
アルバム「LAUGH + ROUGH」収録曲。
12. TELEPHONE CRAZE (4:18)
作詞:黒沢健一、作曲:黒沢健一・木下裕晴
アルバム「Land of Riches」収録曲。
13. CIRCLING TIMES SQUARE (5:11)
作詞:嶺川貴子、作曲:嶺川貴子
アルバム「Land of Riches」収録曲。
14. EQUINOX (4:19)
作詞:SHONEN UMINO、作曲:黒沢健一
アルバム「Land of Riches」収録曲。